# رائد العدوان
رائد سامي عفاش العدوان سياسي أردني. عُين وزيرًا لوزارة الشباب الأردنية ضمن التعديل الوزاري على حكومة جعفر حسان في 6 أغسطس 2025.

## حياته
في 6 أغسطس 2025، أدى اليمين القانونية وزيرًا للشباب أمام ملك الأردن عبد الله الثاني في قصر الحسينية.